# دون فائز

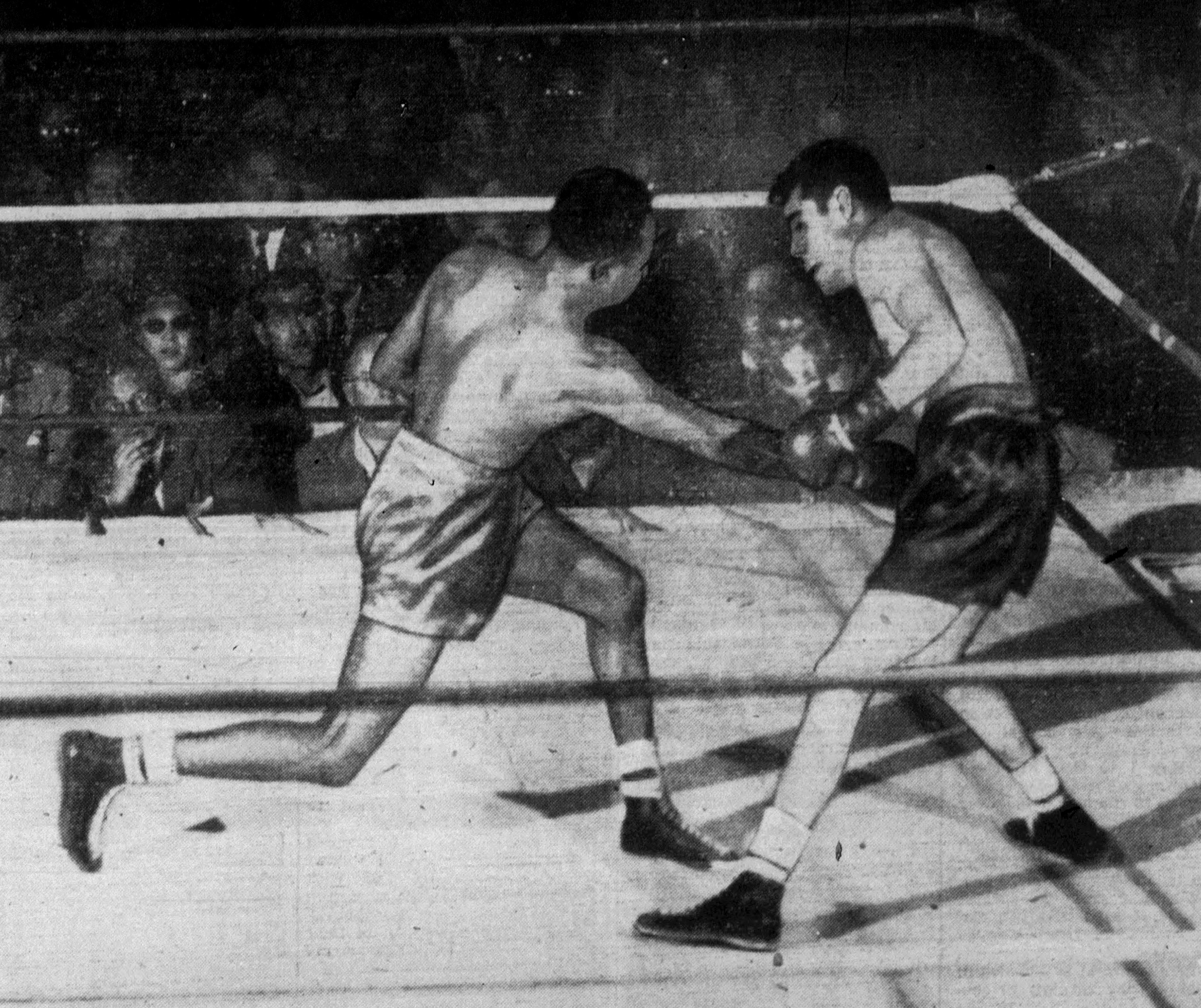
لحظة ضرب الملاكمين بعضهما البعض في وقت واحد بلكمتين قانونيتن

بدون فائز (بالإنجليزية: No contest) أو NC هو مصطلح تقني يُستخدم في بعض الرياضات القتالية لوصف نزال ينتهي لأسباب خارجة عن أيدي المقاتلين، دون فائز أو خاسر. انتقل المفهوم إلى المصارعة المحترفة.

## فنون القتال المختلطة
في بطولة أساطير القتال 25: نقطة الانهيار في مايو 2008 ، ضرب كل من تايلر بريان وشون باركر بعضهما البعض في وقت واحد بلكمتين قانونيتين. كان الحكم شوني كارتر، مندهشًا وغير متأكد من البروتوكول، أشار في النهاية إلى أنهى النزال بدون فائز بدلاً من التعادل. أصبح كلا المقاتلين من نجوم الفيديو المشهورين وأنهيا مسيرتهما القتالية القصيرة في وقت لاحق من ذلك العام.